# Malthodes kahleni
Malthodes kahleni es una especie de coleóptero de la familia Cantharidae.

## Distribución geográfica
Habita en Austria.